# Heinz Werner (Porzellankünstler)
Heinz Werner (* 27. August 1928 in Coswig; † 18. September 2019) war ein deutscher Maler, Grafiker und Porzellan-Künstler. Er lebte und arbeitete in Coswig und Meißen in Sachsen.

## Leben und Werk

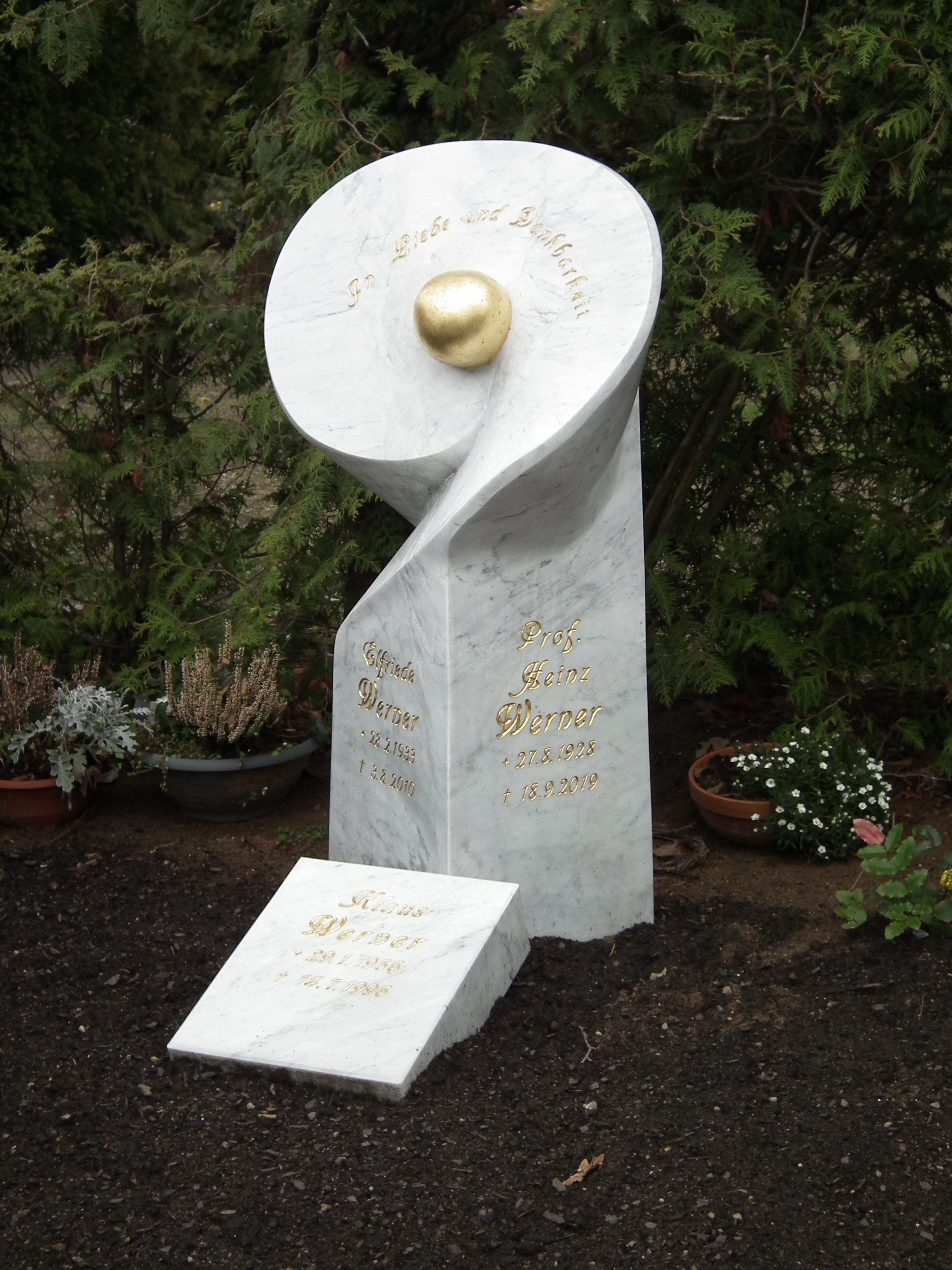
Grabmal von Hein Werner auf dem Friedhof Coswig

Werner absolvierte ab 1943 eine Lehre als Porzellanmaler. 1957 wurde er zum Dekorgestalter in die Staatliche Porzellanmanufaktur Meißen berufen. Er gründete zusammen mit Ludwig Zepner und Peter Strang die Abteilung Kollektiv Künstlerische Entwicklung der Manufaktur.
Von 1959 bis 1962 macht er ein Gaststudium an der Hochschule für Bildende Künste Dresden und von 1967 bis 1971 ein externes Studium bei Rudolf Bergander und Jutta Damme, das er mit dem Diplom abschloss.
Ab 1978 war er Honorar-Professor an der Hochschule für Kunst und Design Burg Giebichenstein bei Halle (Saale).
Werner entwarf rund 100 moderne Meißen-Dekore, darunter so beliebte wie 1001 Nacht, Sommernachtstraum, Blaue Orchidee auf Ast oder Jägerlatein. Darüber hinaus schuf er zahlreiche Einzelstücke für die Meißner Manufaktur. Es gibt vom Künstler einige Wandbilder aus Meißner Porzellan an und in öffentlichen Gebäuden. Werner beherrschte alle künstlerischen Techniken. Neben der Arbeit mit dem Werkstoff Porzellan pflegte er vor allem das Aquarell, die Kreide sowie die Malerei mit Öl- und Acrylfarben.
Werner war bis 1990 Mitglied des Verbands Bildender Künstler der DDR und dann des Künstlerbunds Dresden. Er war u. a. von 1967 bis 1988 auf allen Deutschen Kunstausstellungen bzw. Kunstausstellungen der DDR in Dresden vertreten.
Arbeiten Werners befinden sich heute in bedeutenden Kunstsammlungen und Museen in Deutschland, Japan und den USA.

## Museen und öffentliche Sammlungen mit Werken Werners (unvollständig)
- Dresden: Porzellansammlung[5]
- Dresden: Kunstgewerbemuseum[5]
- Dresden: Sächsischer Kunstfonds[5]

## Einzelausstellungen (unvollständig)
- 2008: „Prof. Heinz Werner – Maler-Designer-Dekorgestalter“, Sonderausstellung auf der Albrechtsburg Meißen

## Ehrungen
- 1965 und 1967: Kunstpreis des DTSB (im Kollektiv)
- 1973: Kunstpreis der DDR (gemeinsam mit Rudi Stolle, Peter Strang und Ludwig Zepner)[6]
- 1975: Nationalpreis der DDR (im Kollektiv)
- 1977: Orden Banner der Arbeit II. Klasse
- 1986: Theodor-Körner-Preis
- 2009: 31. März 2009 Ernennung zum Ehrenbürger von Coswig